# Galena (Illinois)
Galena é uma cidade localizada no estado americano de Illinois, no Condado de Jo Daviess.

## Demografia
Segundo o censo americano de 2000, a sua população era de 3460 habitantes.
Em 2006, foi estimada uma população de 3396, um decréscimo de 64 (-1.8%).

## Geografia
De acordo com o United States Census Bureau tem uma área de
9,7 km², dos quais 9,7 km² cobertos por terra e 0,0 km² cobertos por água. Galena localiza-se a aproximadamente 201 m acima do nível do mar.

## Localidades na vizinhança
O diagrama seguinte representa as localidades num raio de 20 km ao redor de Galena.